# Kondor havranovitý
Kondor havranovitý (Coragyps atratus) je velký, měřící 58–68 cm, zcela černý mrchožravý pták s krátkými širokými křídly a krátkým širokým ocasem. Křídla drží horizontálně, celkem často vylétá do výše v těsných kruzích. Hlava je šedá, nohy bledší. Pohlaví jsou si podobná. Příležitostně se ozývá chrochtáním a syčením. Kondor je rozšířen od severovýchodu USA přes střední Ameriku po střední Chile, Argentinu a Uruguay.

## Fosilie
Fosilie tohoto ptáka byly objeveny v pleistocenních uloženinách na území amerického Marylandu.